# أسياد الجو
أسياد الجو (بالإنجليزية: Masters of the Air)‏ هو مسلسل قصير دراما حربي أمريكي قادم من بطولة أوستن باتلر، كالوم تورنر وأنتوني بويل. من المقرر عرضه على منصة أبل تي في +.

## روابط خارجية
أسياد الجو على موقع IMDb (الإنجليزية)
- أسياد الجو على موقع ميتاكريتيك (الإنجليزية)
- أسياد الجو على موقع روتن توميتوز (الإنجليزية)
- أسياد الجو على موقع ألو سيني (الفرنسية)
- أسياد الجو على موقع قاعدة بيانات الفيلم (الإنجليزية)